# Carlton, Minnesota
Carlton là một thành phố thuộc quận Carlton, tiểu bang Minnesota, Hoa Kỳ. Năm 2010, dân số của thành phố này là 862 người.

## Dân số
- Dân số năm 2000: 810 người.
- Dân số năm 2010: 862 người.